# ايندياهوما (أوكلاهوما)
ايندياهوما (بالإنجليزية: Indiahoma, Oklahoma)‏ هي بلدة أمريكية تقع في الولايات المتحدة في مقاطعة كومانتشي، أوكلاهوما. يقدر عدد سكانها بـ 344 نسمة ومساحتها 0.726450 كم2 و وترتفع عن سطح البحر 407 متر.

## التركيبة السكانية
حدّد مكتب تعداد الولايات المتحدة بيانات التركيبة السكانية لايندياهوما في تعداد الولايات المتحدة. في ما يلي، التركيبة السكانية حسب تعدادي 2000 و2010.

### تعداد عام 2000
بلغ عدد سكان ايندياهوما 374 نسمة بحسب تعداد عام 2000، وبلغ عدد الأسر 144 أسرة وعدد العائلات 101 عائلة مقيمة في البلدة. في حين سجلت الكثافة السكانية 512.3 نسمة لكل كيلومتر مربع (1,326.9/ميل2). وبلغ عدد الوحدات السكنية 174 وحدة بمتوسط كثافة قدره 238.4 لكل كيلومتر مربع (617.5/ميل2).
وتوزع التركيب العرقي للبلدة بنسبة 68.72% من البيض و22.46% من الأمريكيين الأصليين و0.27% من الأمريكيين ذوي الأصول الآسيوية و2.67% من الأعراق الأخرى و5.88% من عرقين مختلطين أو أكثر و9.63% من الهسبانيون أو اللاتينيون من أي عرق.
بلغ عدد الأسر 144 أسرة كانت نسبة 45.8% منها لديها أطفال تحت سن الثامنة عشر تعيش معهم، وبلغت نسبة الأزواج القاطنين مع بعضهم البعض 50% من أصل المجموع الكلي للأسر، ونسبة 18.1% من الأسر كان لديها معيلات من الإناث دون وجود شريك،  بينما كانت نسبة 2.1% من الأسر لديها معيلون من الذكور دون وجود شريكة وكانت نسبة 29.9% من غير العائلات. تألفت نسبة 29.2% من أصل جميع الأسر من عدة أفراد يعيشون في نفس المنزل ونسبة 13.2% كانت تتألف من شخص يعيش بمفرده يبلغ من العمر 65 عاماً أو أكثر. وبلغ متوسط حجم الأسرة المعيشية 2.60، أما متوسط حجم العائلات فبلغ 3.14.
بلغ العمر الوسطي للسكان 30.6 عاماً. وكانت نسبة 32.9% من القاطنين تحت سن الثامنة عشر، وكانت نسبة 6.7% بين الثامنة عشر والرابعة والعشرين عاماً، ونسبة 29.9% كانت واقعةً في الفئة العمرية ما بين الخامسة والعشرين والرابعة والأربعين عاماً، ونسبة 17.9% كانت ما بين الخامسة والأربعين والرابعة والستين، ونسبة 12.6% كانت ضمن فئة الخامسة والستين عاماً فما فوق. يوجد لكل 100 أنثى 98.9 ذكر، ويوجد لكل 100 أنثى في الثامنة عشر من عمرها فما فوق 91.6 ذكر.
بلغ متوسط دخل الأسرة في البلدة 21,071 دولارًا، أما متوسط دخل العائلة فبلغ 28,977 دولارًا. وكان متوسط دخل الذكور 27,250 دولارًا مقابل 19,063 دولارًا للإناث. وسجل دخل الفرد الخاص بالبلدة 10,153 دولارًا. وكانت نسبة 22.9% من العائلات ونسبة 29.6% من السكان تحت خط الفقر، وكان من هؤلاء نسبة 34.1% تحت سن الثامنة عشر ونسبة 25.5% في الخامسة والستين من العمر وما فوق.

### تعداد عام 2010
بلغ عدد سكان ايندياهوما 344 نسمة بحسب تعداد عام 2010، وبلغ عدد الأسر 145 أسرة وعدد العائلات 97 عائلة مقيمة في البلدة. في حين سجلت الكثافة السكانية 471.2 نسمة لكل كيلومتر مربع (1,220.4/ميل2). وبلغ عدد الوحدات السكنية 170 وحدة بمتوسط كثافة قدره 232.9 لكل كيلومتر مربع (603.2/ميل2).
وتوزع التركيب العرقي للبلدة بنسبة 63.95% من البيض و27.91% من الأمريكيين الأصليين و0.29% من الأمريكيين ذوي الأصول الآسيوية و1.45% من الأعراق الأخرى و6.40% من عرقين مختلطين أو أكثر و11.92% من الهسبانيون أو اللاتينيون من أي عرق.
بلغ عدد الأسر 145 أسرة كانت نسبة 28.3% منها لديها أطفال تحت سن الثامنة عشر تعيش معهم، وبلغت نسبة الأزواج القاطنين مع بعضهم البعض 42.1% من أصل المجموع الكلي للأسر، ونسبة 16.6% من الأسر كان لديها معيلات من الإناث دون وجود شريك،  بينما كانت نسبة 8.3% من الأسر لديها معيلون من الذكور دون وجود شريكة وكانت نسبة 33.1% من غير العائلات. تألفت نسبة 27.6% من أصل جميع الأسر من عدة أفراد يعيشون في نفس المنزل ونسبة 13.1% كانت تتألف من شخص يعيش بمفرده يبلغ من العمر 65 عاماً أو أكثر. وبلغ متوسط حجم الأسرة المعيشية 2.37، أما متوسط حجم العائلات فبلغ 2.82.
بلغ العمر الوسطي للسكان 44.4 عاماً. وكانت نسبة 20.3% من القاطنين تحت سن الثامنة عشر، وكانت نسبة 8.7% بين الثامنة عشر والرابعة والعشرين عاماً، ونسبة 21.8% كانت واقعةً في الفئة العمرية ما بين الخامسة والعشرين والرابعة والأربعين عاماً، ونسبة 35.8% كانت ما بين الخامسة والأربعين والرابعة والستين، ونسبة 13.4% كانت ضمن فئة الخامسة والستين عاماً فما فوق. وتوزع التركيب الجنسي للسكان بنسبة 49.7% ذكور و50.3% إناث.